# Shiho Oyama
Shiho Oyama (大山志保, Ōyama Shiho, nascida eme 15 de maio de 1977) é uma golfista profissional japonesa que atualmente joga nos torneios do LPGA of Japan Tour, no qual já obteve dezessete títulos e liderou a lista das bem pagas em 2006. Jogou no Circuito LPGA em 2009.
No golfe dos Jogos Olímpicos de Verão de 2016, realizados no Rio de Janeiro, Brasil, terminou sua participação na competição de jogo por tacadas individual feminino em quadragésimo segundo lugar, representando Japão.